# Saskia Hampele
Saskia Hampele es una actriz australiana más conocida por haber interpretado a Beth en la serie Mark Loves Sharon y a Georgia Brooks en la serie Neighbours.

## Biografía
Su madre es música.
Saskia sale con el presentador Kayne Tremills.

## Carrera
Saskia apareció en la comedia de online Shutterbugs.
En 2008 se unió al elenco recurrente de la serie Mark Loves Sharon donde dio vida a Beth.
En 2010 interpretó a la doctora Zoe Quinn en la película Arctic Blast junto a Michael Shanks, Alexandra Davies, Indiana Evans y Robert Mammone.
En 2011 apareció como invitada en la serie Twentysomething y en la serie policíaca City Homicide: No Greater Honour donde interpretó a Tahnee Majors.
El 5 de octubre de 2012 se unió al elenco principal de la exitosa serie australiana Neighbours donde interpretó a la enfermera Georgia Brooks, la prima de Toadfish Rebecchi (Ryan Moloney), hasta el 27 de mayo de 2015 después de que su personaje se mudara a Munich. Georgia regresó brevemente a la serie en agosto del 2015 y su última aparición fue el 28 de agosto de 2015 después de que su personaje le pidiera a su esposo Kyle Canning un tiempo en su relación. Saskia regresó brevemente a la serie en abril de 2016 siendo su última aparición el 8 de abril del mismo año, después de que su personaje se mudara a Alemania con Kyle, luego de obtener un trabajo ahí.

## Filmografía

### Series de televisión
| Año               | Título                           | Personaje      | Notas                  |
| ----------------- | -------------------------------- | -------------- | ---------------------- |
| 2018 - presente   | The Heights                      | -              |                        |
| 2012 - 2015, 2016 | Neighbours                       | Georgia Brooks | 375 episodios          |
| 2014              | Neighbours vs. Zombies           | Georgia Brooks | episodio #1.3          |
| 2011              | Twentysomething                  | Sally          | 2 episodios            |
| 2011              | City Homicide: No Greater Honour | Tahnee Majors  | episodio "Tangled Web" |
| 2008              | Mark Loves Sharon                | Beth           | 6 episodios            |
| 1997              | The Gift                         | Estudiante     | 2 episodios            |

### Películas
| Año  | Título             | Personaje      | Notas                                                                                         |
| ---- | ------------------ | -------------- | --------------------------------------------------------------------------------------------- |
| 2017 | A Few Less Men     | Angie          | junto a Xavier Samuel, Ryan Corr, Deborah Mailman, Sacha Horler, Shane Jacobson y Liam Graham |
| 2012 | 6 Plots            | Sophie Halms   | junto a Alice Darling, Ryan Corr, Joey Coley-Sowry, Dean Kirkright, Eliza Taylor y P.J. Lane  |
| 2010 | Blame              | Alice          | junto a Damian de Montemas, Sophie Lowe, Kestie Morassi, Simon Stone y Ashley Zukerman        |
| 2010 | Arctic Blast       | Dra. Zoe Quinn | junto a Michael Shanks, Alexandra Davies, Indiana Evans, Robert Mammone y Bruce Davison       |
| 2009 | Döbereiner's Lamp  | Susie          | corto - junto a Peter FitzPatrick, Paul Thomas, Penny Weber y Timmy Saunders                  |
| 2008 | The Countdown      | Natalie        | corto - junto a Martin Copping y Bryce Hardy                                                  |
| 2006 | Eyeliner           | Kendall        | corto                                                                                         |
| 2006 | Divine Inspiration | Eve            | corto                                                                                         |
| 2006 | Mi Vida            | Alexa          | corto                                                                                         |
| 2006 | Talkback           | Tammy          | corto                                                                                         |
| 2006 | Pets               | Sharon         | corto                                                                                         |
| 2005 | 4 Days             | Enfermera      | corto                                                                                         |
| 2005 | Princess           | Ami            | corto                                                                                         |
| 2003 | Jacob 23           | Anita          | corto                                                                                         |

### Teatro
| Año  | Obra              | Teatro                     |
| ---- | ----------------- | -------------------------- |
| 2000 | Blackrock         | Perth Modern School        |
| 1999 | Commedia Del Arte | Princess Margaret Hospital |
| 1997 | The King and I    | Marloo Theatre             |
| 1995 | Jack and His Bean | Marloo Theatre             |